# Margaretha av Liechtenstein
Margaretha av Liechtenstein (Margaretha Antonia Marie Félicité), född 15 maj 1957 i Betzdorf, Luxemburg. Hon är prinsessa av Luxemburg från födseln, som dotter till Jean, storhertig av Luxemburg och Josephine Charlotte av Belgien, storhertiginna av Luxemburg samt prinsessa av Liechtenstein genom giftermålet i Luxemburg 1982 med prins Nikolaus av Liechtenstein.
Hennes officiella titel är Prinsessa av Luxemburg, Prinsessa av Nassau, Prinsessa av Parma, Prinsessa av Liechtenstein och Grevinna av Rietberg.